# James Hickman
James Hickman (* 2. Februar 1976 in Stockport) ist ein ehemaliger britischer Schwimmer. Bei Weltmeisterschaften erschwamm er fünfmal Gold, viermal Silber und fünfmal Bronze auf der 25-Meter-Bahn. Bei Europameisterschaften gewann er zwei Silbermedaillen und eine Bronzemedaille auf der 50-Meter-Bahn und fünf Goldmedaillen sowie je vier Silber- und Bronzemedaillen auf der 25-Meter-Bahn. Bei Commonwealth Games erhielt er eine Goldmedaille, vier Silbermedaillen und drei Bronzemedaillen.

## Karriere
Der 1,80 Meter große Hickman schwamm für City of Manchester Aquatics.

### Die Jahre bis zur ersten Olympiateilnahme 1996
Hickman begann seine internationale Karriere bei den Commonwealth Games 1994 im kanadischen Victoria. Hickman wurde Dritter mit der englischen 4-mal-100-Meter-Lagenstaffel. Über 200 Meter Schmetterling wurde Hickman Dritter hinter dem Neuseeländer Danyon Loader und dem Australier Scott Miller. 1995 bei den Europameisterschaften in Wien belegte Hickman den siebten Platz über 200 Meter Schmetterling. Bei den Olympischen Spielen 1996 in Atlanta schwamm Hickman auf dieser Distanz die drittbeste Vorlaufzeit. Im Endlauf belegte er den siebten Platz mit fast einer Sekunde Rückstand auf den dritten Rang. Mit der britischen 4-mal-100-Meter-Lagenstaffel wurde Hickman im Vorlauf disqualifiziert. Über 100 Meter Schmetterling erreichte Hickman das B-Finale und gewann dies zeitgleich mit Mark Henderson aus den Vereinigten Staaten, damit wurden beide Neunte.

### Die Jahre bis zur zweiten Olympiateilnahme 2000
1997 bei den Kurzbahnweltmeisterschaften in Göteborg wurde Hickman über 100 Meter Schmetterling Vierter mit 0,2 Sekunden Rückstand auf den Drittplatzierten. Die britische 4-mal-100-Meter-Lagenstaffel mit Martin Harris, Richard Maden, James Hickman und Mark Foster wurde Dritte mit 0,05 Sekunden Rückstand auf die zweitplatzierten Russen. Über 200 Meter Schmetterling siegte Hickman mit 0,22 Sekunden Vorsprung auf den Ukrainer Denys Sylantjew. Schließlich wurde Hickman Vierter über 200 Meter Lagen mit 0,37 Sekunden Rückstand auf die Bronzemedaille.
Anfang 1998 fanden die Weltmeisterschaften in Perth statt. Hickman belegte den fünften Platz über 200 Meter Schmetterling und lag damit einen Platz vor seinem Landsmann Stephen Parry. Über 100 Meter Schmetterling wurde Hickman als Sieger des B-Finales Neunter. Es folgte der siebte Platz über 200 Meter Lagen. Schließlich wurde die 4-mal-100-Meter-Lagenstaffel Fünfte mit Neil Willey, Richard Maden, James Hickman und Gavin Meadows. Im September bei den Commonwealth Games 1998 in Kuala Lumpur siegte Hickman über 200 Meter Schmetterling vor dem Australier William Kirby und Stephen Parry. Über 200 Meter Lagen gewann der Australier Matt Dunn vor Hickman. Über 400 Meter Lagen wurde Hickman Zweiter hinter dem Australier Trent Steed. Eine weitere Silbermedaille gewann Hickman mit der englischen 4-mal-100-Meter-Lagenstaffel. Bei den Kurzbahneuropameisterschaften 1998 in Sheffield gewann Hickman die Titel über 100 Meter und über 200 Meter Schmetterling sowie über 200 Meter Lagen. Über 100 Meter Lagen wurde er Dritter. Mit der 4-mal-50-Meter-Freistilstaffel belegte er den zweiten Platz hinter den Niederländern, die 4-mal-50-Meter-Lagenstaffel wurde Dritte, es siegten zeitgleich die Deutschen und die Schweden.
Im April 1999 fanden in Hongkong die Kurzbahnweltmeisterschaften 1999 statt. Hickman siegte über 200 Meter Schmetterling, wurde Zweiter über 200 Meter Lagen und Dritter über 100 Meter Schmetterling. Die Lagenstaffel mit Neil Willey, Darren Mew, James Hickman und Sion Brinn gewann Bronze hinter Australien und Schweden. Bei den Europameisterschaften 1999 in Istanbul wurde Hickman Vierter über 200 Meter Schmetterling. Über 100 Meter Schmetterling gewann er die Silbermedaille hinter dem Schweden Lars Frölander. Die britische Lagenstaffel belegte den sechsten Rang. Ende des Jahres wurde die 4-mal-50-Meter-Lagenstaffel Dritte bei den Kurzbahneuropameisterschaften 1999 in Lissabon.
Bei den Kurzbahnweltmeisterschaften 2000 in Athen wurde Hickman über 100 Meter Schmetterling Zweiter hinter Lars Frölander. Über 200 Meter Schmetterling siegte Hickman mit 0,7 Sekunden Vorsprung. Über 100 Meter Lagen erhielt Hickman Bronze hinter Neil Walker aus den Vereinigten Staaten und dem Finnen Jani Sievinen. Über 200 Meter Lagen gewann Sievinen vor Hickman. Die Lagenstaffel wurde mit Neil Willey, Darren Mew, James Hickman und Paul Belk Dritte mit 0,02 Sekunden Vorsprung vor den Russen. Im Juli 2000 bei den Europameisterschaften in Helsinki wurde Hickman Achter über 200 Meter Lagen. Über 200 Meter Schmetterling siegte der Russe Anatoli Poljakow mit 1,71 Sekunden Vorsprung vor Hickman, 0,1 Sekunden hinter Hickman schlug der Rumäne Ioan Gherghel als Dritter an. Über 100 Meter Schmetterling erkämpfte Hickman die Bronzemedaille hinter Lars Frölander und dem Deutschen Thomas Rupprath, wobei der Deutsche 0,06 Sekunden vor Hickman lag. Bei den Olympischen Spielen in Sydney verfehlte Hickman auf beiden Schmetterlingsdistanzen die Finalteilnahme. Die britische Lagenstaffel mit Neil Willey, Darren Mew, James Hickman und Sion Brinn belegte den achten Platz. Ende 2000 bei den Kurzbahneuropameisterschaften 2000 in Valencia wurde Hickman Achter über 200 Meter Lagen. Die 4-mal-50-Meter-Lagenstaffel mit Stephen Parry, Darren Mew, James Hickman und Mark Foster belegte den vierten Platz mit 0,16 Sekunden Rückstand auf die drittplatzierten Kroaten. Über 200 Meter Schmetterling siegte der Deutsche Thomas Rupprath vor dem Russen Anatoli Poljakow. Parry wurde Dritter vor Hickman.

### Die Jahre bis zur dritten Olympiateilnahme 2004
Ein Jahr später bei den Kurzbahneuropameisterschaften 2001 in Antwerpen gewann Hickman die Silbermedaille mit der 4-mal-50-Meter-Lagenstaffel. Hickman holte Gold über 200 Meter Schmetterling und wurde über 100 Meter Schmetterling und über 100 Meter Lagen jeweils Dritter. Vier Monate später bei den Kurzbahnweltmeisterschaften 2002 in Moskau wurde Hickman Sechster über 100 Meter Schmetterling. Über 200 Meter Schmetterling siegte er mit fast einer Sekunde Vorsprung vor dem Australier Justin Norris. Bei den Commonwealth Games 2002 in Manchester siegte über 200 Meter Schmetterling Justin Norris vor Stephen Parry und James Hickman. Nach einem vierten Platz über 100 Meter Schmetterling wurde Hickman mit der englischen Lagenstaffel Zweiter hinter den Australiern. Bei den Kurzbahneuropameisterschaften 2002 in Riesa wurde Hickman über 100 Meter Schmetterling Vierter mit 0,05 Sekunden Rückstand auf Bronze. Über 200 Meter Schmetterling gewann Parry mit 0,11 Sekunden vor Hickman.
2004 bei den Olympischen Spielen 2004 in Athen schied Hickman im Halbfinale über 100 Meter Schmetterling aus. Die britische Lagenstaffel mit Gregor Tait, James Gibson, James Hickman und Matthew Kidd belegte den achten Platz. Bei den Kurzbahnweltmeisterschaften 2004 in Indianapolis wurde Hickman über 100 Meter Schmetterling Zweiter hinter Ian Crocker aus den Vereinigten Staaten. Über 200 Meter Schmetterling siegte Hickman vor dem Rumänen Ioan Ghergel und gewann auf dieser Strecke seinen fünften Weltmeistertitel in Folge.